# 小柴博
小柴 博（こしば ひろし、1884年11月9日 - 1925年6月19日）は、日本のボーイスカウト運動の創始者のひとり。
- 島根県津和野町出身。津和野小学校卒業。兵庫県立姫路中学校に入学するが、家庭の事情により中退。
- 1903年、島根師範学校の講習生となる。
- 1905年、小学校本科正教員免許を取得し、津和野小学校の教員となる。
- 1907年、上京し、赤坂尋常高等小学校に勤務。同僚であった蓮沼門三（はすぬま もんぞう）、磯規矩馬（いそ きくま）とともに、修養団運動に携わる。
- 1909年、「修養団幼年会」を発会させる。この会は久留島武彦、岸辺福雄、天野雉彦らの応援を得て、解散までの6年間に61回の会合が開催された。会合では、童話などの口演、精神訓話、歌唱、遠足運動、団体訓練などが行われ、毎回非常な盛況であったと伝えられる。
- 1913年10月7日、蓮沼門三と瓜生喜三郎がロシア駐在大使・本野一郎を訪ね、青少年教育について討議を行った。その折、彼らは本野よりヨーロッパにおけるボーイスカウトの近況を詳しく紹介され、その素晴らしさを知って大いに感じいった蓮沼と瓜生は、小柴にこれを伝える。小柴は直ちに少年教育団体の結成に着手、幼年会の別働隊として「東京少年軍」を組織する。
- 第一回の活動は同年10月26日、目黒不動尊で行われた青木昆陽の墓参と芋掘りであった。
- 1920年、下田豊松、鈴木リチャードらとともに第1回世界ジャンボリー（ロンドン）に参加。
- 1921年4月13日、「修養団幼年部」を改組して「東京少年軍」を創設する。これが英国ボーイスカウトの訓練法を基盤にして結成された日本初の少年団体となった。
- 1925年6月19日、心臓麻痺により東京の自宅で急死。享年42。